# Jati Gunting
Jati Gunting is een bestuurslaag in het regentschap Pasuruan van de provincie Oost-Java, Indonesië. Jati Gunting telt 6607 inwoners (volkstelling 2010).